# The Riverman - Storia di un serial killer
The Riverman - Storia di un serial killer (The Riverman) è un film per la televisione del 2004 diretto da Bill Eagles e trasmesso originalmente negli Stati Uniti dall'emittente televisiva A&E.
Il film è basato sul libro The Riverman: Ted Bundy and I Hunt for the Green River Killer di Robert D. Keppel e William J. Birnes.

## Trama
Robert D. Keppel, professore di criminologia all'Università di Washington, viene contattato dal detective Dave Reichert per aiutarlo a tracciare il profilo di un serial killer uccide prostitute nell'area di Seattle, Washington. Keppel accetta nonostante le obiezioni della moglie Sande, stanca del fatto che lui passi più tempo a indagare sulle scene del crimine che a stare con lei. Keppel riceve una lettera dal serial killer Ted Bundy, che lui stesso aveva contribuito a mandare nel braccio della morte, che gli offre una "consulenza" sul caso. Keppel conduce una serie di colloqui con Bundy con la scusa di volere la sua esperienza. In realtà, spera che Bundy riveli i dettagli dei suoi stessi omicidi prima di essere giustiziato. Bundy non è di grande aiuto nel tracciare il profilo dell'assassino, che chiama "l'uomo del fiume", ma fa luce sulla sua patologia, in particolare sul suo bisogno di "possedere" le vittime, fino alla necrofilia. Infine, Bundy confessa diversi omicidi irrisolti nella vana speranza che Keppel ritardi la sua esecuzione.

## Distribuzione
Negli Stati Uniti il film è stato trasmesso il 6 settembre 2004 dall'emittente televisiva A&E.
In Italia il film è stato distribuito direct-to-video in DVD nel 2006 dalla Videa CDE/Eagle Pictures.